# Go West, Young Man (film, 1918)
Pour les articles homonymes, voir Go West, Young Man.
Pour plus de détails, voir Fiche technique et Distribution.
Go West, Young Man est un film américain réalisé par Harry Beaumont et sorti en 1918.

## Fiche technique
- Réalisation : Harry Beaumont
- Scénario : Willard Mack d'après une histoire de Willard Mack[1]
- Production : Goldwyn Pictures Corporation
- Photographie : George Webber
- Lieu de tournage : New Jersey
- Date de sortie: 
  - États-Unis : 2 février 1918

## Distribution

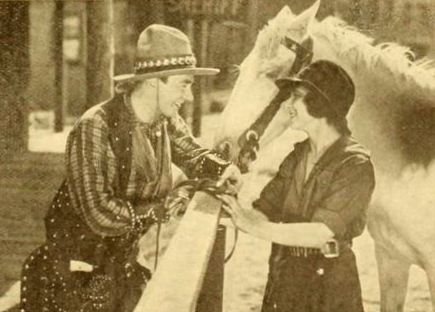
Tom Moore et Ora Carew dans une scène du film

- Tom Moore : Dick Latham
- Ora Carew : Rosa Crimmins
- Melbourne MacDowell : Amos Latham
- Jack Richardson : Hugh Godson
- Mollie McConnell : Mrs. Latham
- Edward Coxen : Dandy Jim